# Женщина из Ашерс Велл
«Женщина из Ашерс Велл» (англ. The Wife of Usher's Well; Child 79, Roud 196) — народная баллада шотландского происхождения. Фрэнсис Джеймс Чайлд в своём собрании приводит два её варианта, один из которых взят из «Песен шотландской границы» Вальтера Скотта 1802 года (Скотт сам записал эту версию недалеко от Кёркхилла), а другой, меньший по размеру, записан Джеймсом Чемберсом со слов своей бабушки.
Перевод Самуила Яковлевича Маршака был сделан в 1915—1916 годах и впервые опубликован в 1917 году в журнале «Русская мысль» (№ 9-10), далее в изменённом виде в сборнике 1941 года. Под названием «Старуха из Ашерс Велл» балладу перевёл Игнатий Михайлович Ивановский.

## Сюжет
Богатая женщина отправляет своих троих (в другой версии — двоих) сыновей за море, а через несколько недель получает весть о том, что они погибли. Она долго их оплакивает, проклиная волны и шторм. В канун Дня Святого Мартина (Martinmass) сыновья возвращаются в шапках из коры берёзы, которая, как говорится в балладе, растёт только у входа в Рай. Радостная мать велит служанкам накрыть на стол и готовит своим детям постель. Однако юноши не могут ни есть, ни спать. Перед рассветом кричат петухи, и братья говорят друг другу, что им пришла пора исчезнуть, несмотря на материнское горе.
Чайлд отмечает, что аналогов сюжету этой баллады найти не удаётся. Шапки из бересты являются характерной народной приметой выходцев с того света, как и их способность исчезать от петушиного крика. Поверье о том, что слишком продолжительная скорбь по усопшим — как правило, дольше, чем год и один день — порождает призраков, которые не могут упокоиться, отражено, кроме этой баллады, и в некоторых других, как, например, баллада «The Unquiet Grave» (Child 78). Чемберс считал эту балладу фрагментом другой — «The Clerk's Twa Sons o Owsenford» (Child 72).